# 易迈EZ10
易迈EZ10（英語：EasyMile EZ10），是使用電池為動力的自動駕駛汽車。其車體的生產製造由Ligier集團負責；而車上導航系統的設計與安裝由易迈（EasyMile）公司提供。易迈是Ligier與另家專營機器人服務的法國公司robosoft共組的合資企業:38。
EZ-10的設計目的，是一種短途的迷你巴士（Mini shuttle），用於常規的電車或地鐵未經過路線，或設置站台不符成本的「最後一哩路」交通運輸，因為它不須額外鋪設鐵軌或加建其他基礎設施，且沒有固定路線。EZ-10的車身沒有前後之分，其車頂設置了GPS導航，車身的四個角落有雷射傳感器和GPS傳感器；它的障礙物偵測系統依賴傳感器與270度視角的攝影機運作，重疊檢測後可做到360度偵測，其偵測有效範圍為距離車身40公尺。
2016年8月，EZ10在日本千葉縣試營運，雖然EZ10的最高時速可以到達40公里，但由於是試營運期間，限速不超過11公里。日本試營運版的EZ10最多可搭載12名乘客，象徵性收費大人200日圓，小孩100日圓；同時車上不設置駕駛員，官方僅設置一人，用於緊急情況時按下停止開關
。
2016年9月，杜拜的道路與交通管理局（Roads and Transport Authority，RTA）宣布通過採用EZ-10在市中心試營運一個月的計畫，路線長度700公尺，試營運期間免費搭乘，限速不超過25公里；而此前EZ-10已在歐洲多個城市以及新加坡試營運過。